# Limenitis valentina
Limenitis valentina är en fjärilsart som beskrevs av Hans Fruhstorfer 1915. Limenitis valentina ingår i släktet Limenitis och familjen praktfjärilar. Inga underarter finns listade i Catalogue of Life.